# Dick Lane
Richard Lane (Austin, Texas, 16 de abril de 1928 – Austin, Texas, 29 de enero de 2002), más conocido como Dick Lane, fue un jugador profesional estadounidense de fútbol americano que se desempeñó en la posición de cornerback en la National Football League (NFL). Es miembro del Salón de la Fama del Fútbol Americano Profesional.

## Carrera
Lane jugó como profesional dos temporadas en Los Angeles Rams (1952-1953), después pasó a Chicago Cardinals (1954-1959), posteriormente a Detroit Lions, donde jugó seis temporadas (1960-1965), y fue el equipo en el que se retiró.

## Reconocimiento
El 27 de septiembre de 1974, ingresó como miembro al Salón de la Fama del Fútbol Americano Profesional.